# Головцын, Василий Николаевич
Василий Николаевич Головцын (20 июня 1905 — 22 октября 1968) — советский геолог, доктор геолого-минералогических наук, профессор.

## Биография
Родился 20 июня 1905 года в селе Острецово, Костромская губерния. Отец — Николай Гаврилович Головцын, мать — Мария Петровна.
По данным автобиографии 1938 года, читать и писать научился от своего отца в пять лет. В 1915—1916 годах учился в Трифоновской церковно-приходской школе, которую окончил с похвальной грамотой. С апреля 1914 по 1925 год работал пастухом и плотником в Ярославской, Ивановской и Горьковской областях. В августе 1925 года сдал вступительные экзамены на рабочий факультет города Кострома, где учился до 1928 года, а во время каникул работал и. о. секретаря правления Губсельбанка.
После отличного окончания Рабфака в 1928 году получил командировку в Московскую горную академию, но поехал в Свердловск, где продолжил своё обучение в Уральском политехническом институте на горном факультете до 1932 года. Во время обучения в 1928—1930 годах работал надзирателем по электроразведке и прорабом геофизических партий, в 1931 году — и. о. директора Научно-исследовательского геофизического института Свердловска. В те же годы (1931—1932) преподавал высшую математику в геолого-разведывательном техникуме, в 1932 году читал лекции по электроразведке в том самом институте, где и сам учится. В 1932 году стал заведующим электрометрического сектора Уральского научно-исследовательского геофизического института и начальником опытной партии по использованию электроразведки хромитовых месторождений и поисков глубоких линз месторождений колчедана. За отличное окончание Уральского политехнического института в 1932 году награждён значком Ударника и деньгами. В декабре 1932 году поступил в аспирантуру при Сейсмологическом институте АН СССР в Ленинграде. Теоретический и научно-исследовательский курс окончил в июне 1934 года, а в ноябре 1935 года защитил диссертацию кандидата геологических наук в Ленинградском горном институте. В 1940 году защитил докторскую диссертацию «Использование электроразведки для поисков медноколчеданных залежей в сланцевой полосе Урала».
С 1934 по 1948 год — заведующий кафедрой геофизических методов и разведки в Свердловском горном институте им. В. В. Вахрушева (с 1936 года — декан геолого-разведочного факультета). В 1948—1962 годах заведовал кафедрой геофизических методов поисков и разведки полезных ископаемых (кафедрой геофизики) геологического факультета в Киевском государственном университете им. Т. Г. Шевченко. Кроме этого, с января 1952 по апрель 1953 год руководил астрономической обсерваторией университета. В Институте геофизики АН УССР: в 1961—1963 годах заведовал отделом электрометрии, в 1963—1968 годах руководил комплексом геофизической обсерватории.

## Научные интересы
Впервые провёл исследование в области электроразведки, где, в основном занимался вопросами электроразведки постоянным током.
Значительную роль сыграли его научно-методические разработки по вопросу изучения карста методами электроразведки, а также методики интерпретации электрических зондирований. Под его руководством осуществлялись исследования методами электроразведки геологического строения отдельных участков Украинского щита, Крыма, Причерноморской впадины.
Он был автором более 71 научной и научно-методической работы.

## Труды
- О применении электрометрии к изучению карстовых явлений // Тр. Свердлов. горн. ин-та. 1935. Вып. 1;
- Электроразведка постоянным током. Свердловск, 1938. Ч. 1; 1940. Ч. 2;
- О некоторых факторах нестационарности естественных электрических полей // Тр. Киев. ун-та. 1951 (соавтор);
- Використання електророзвідки для виявлення тріщинуватості кристалічних порід під осадовими відкладами // Вісн. Київ. ун-ту. 1961. № 2 (соавтор);
- Опыт интерпретации кривых ВЭЗ без параметров // Сб. науч. работ Киев. ун-та. 1963. № 1 (соавтор);
- Карстолого-геофизические исследования шахты Крубера на Караби-яйле в Крыму / Теоретическая и экспериментальная геофизика. К., 1965 (соавтор);
- Применение геоэлектрических методов исследований к решению основных проблем карста Горного Крыма. К., 1966 (соавтор).